# Raues Hornblatt

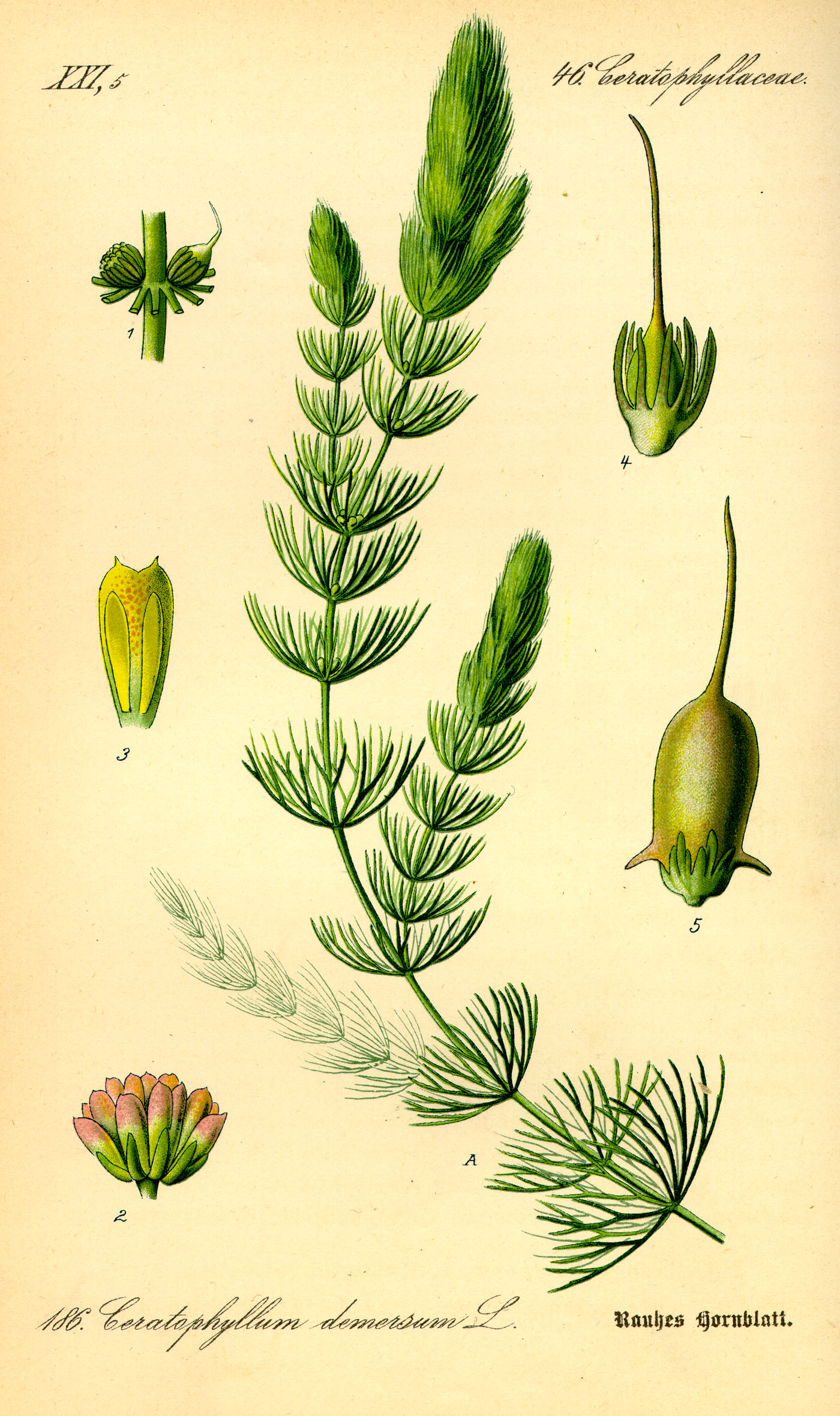
Illustration

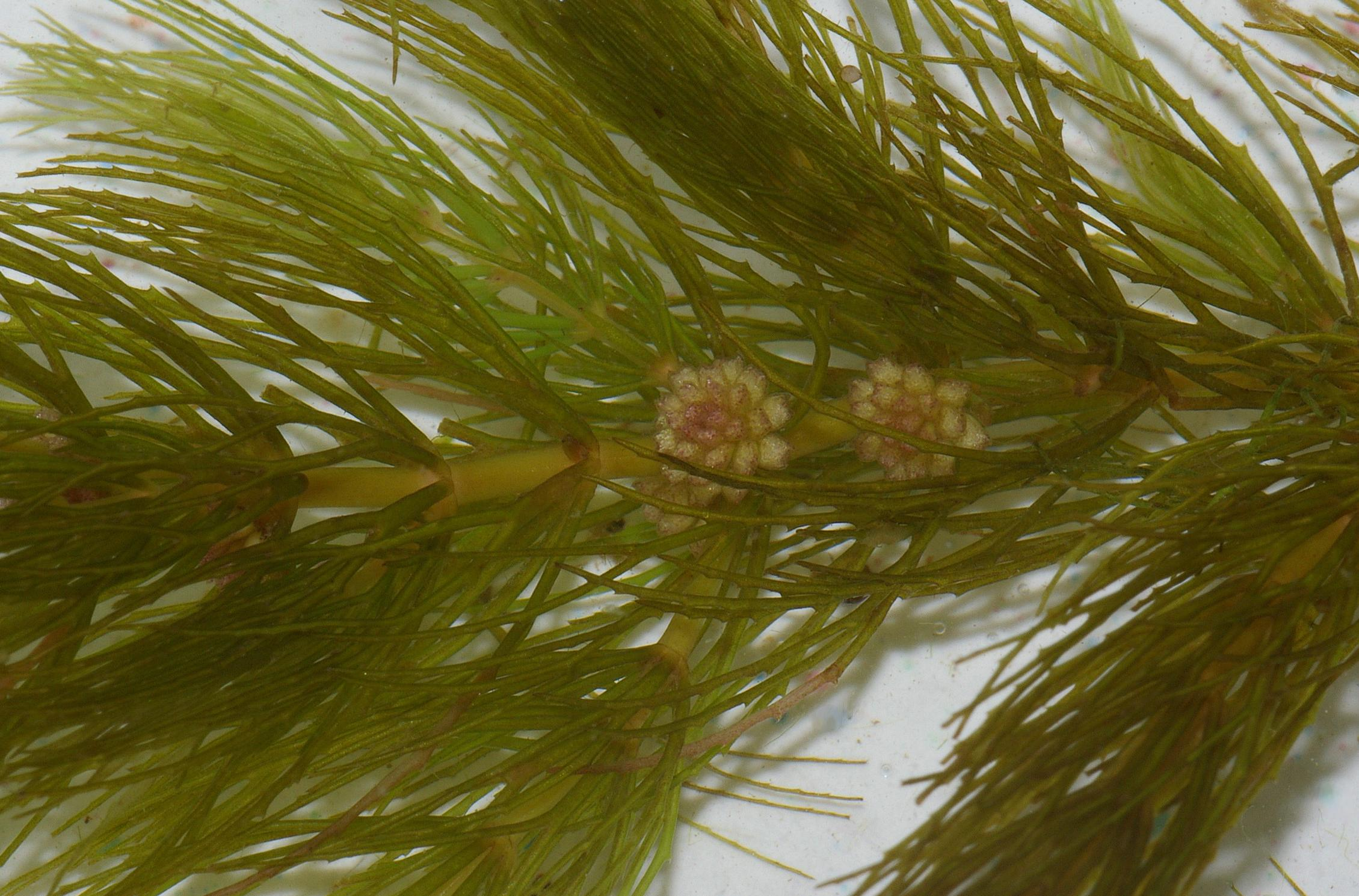
Männliche Blüten

Das Raue Hornblatt (Ceratophyllum demersum, wörtlich übersetzt „untergetauchtes Hornblatt“), auch Gemeines Hornblatt genannt, ist eine untergetaucht lebende Wasserpflanze aus der Familie der Hornblattgewächse.

## Beschreibung
Das Raue Hornblatt ist eine untergetaucht, freitreibende oder mit wurzelähnlichen Organen (Rhizoiden) im Boden verankerte Wasserpflanze. Die oft rötlichen Stängel werden zwischen 30 und 100 Zentimeter lang. Die Blätter sind dunkelgrün starr und zerbrechlich. Sie sind ein- bis zweimal gabelig geteilt und tragen zwei bis vier schmale, scharf gezähnte Zipfel. Vier bis zwölf Blätter stehen in einem Wirtel.
Es weist die folgenden typischen hydromorphen Anpassungen auf: das Fehlen von Wurzeln (stattdessen finden sich Sprossteile mit Wurzelcharakter), fehlende Spaltöffnungen; ein zentraler Leitbündelstrang für die Zugfestigkeit; Gerbstoffzellen für den Fäulnisschutz; es sind Durchlüftungsgänge vorhanden.
Die unscheinbaren, getrenntgeschlechtigen Blüten stehen einzeln in den Blattwirteln. Die männlichen Blüten stehen unter den weiblichen. Sie werden etwa 3 Millimeter lang und tragen acht bis 24 Staubblätter sowie 9 bis 15 schmale Hüllblätter. Die weiblichen Blüten verfügen über nur einen Fruchtknoten. Die reifen, schwarzen und eiförmigen Früchte sind an der Basis in zwei und an der Spitze in einen Stachel ausgezogen. Die Früchte sind selten geflügelt. Der Griffelrest ist so lang wie oder länger als die Frucht.
Die Pflanze blüht nur selten, dann zwischen Juli und September.
Die Chromosomenzahl beträgt 2n = 24.

## Verbreitung und Lebensraum

### Allgemeine Verbreitung
Das Raue Hornblatt ist, mit Ausnahme der Arktis und der Antarktis, in ganz Europa, im nördlichen Asien und in Nordamerika verbreitet. In Europa erstreckt sich sein Verbreitungsgebiet nordwärts bis nach Island und bis zu den Färöen, in Skandinavien kommt es bis 69° nördlicher Breite vor.
In Mitteleuropa kommt es im Tiefland und in den Mittelgebirgen zerstreut bis häufig vor; es steigt nur vereinzelt bis etwa 900 m auf. In den Alpen findet man es nur vereinzelt in wärmeren Gebieten.

### Standorte und Vorkommen in Mitteleuropa
Die Art wächst meist in Wassertiefen von 0,5 bis 10 Metern und braucht nährstoffreiches, sommerwarmes, stehendes Wasser mit ausgeprägt humosen Schlammböden. Sie kommt in Seen und in Altwässern vor, vor allem in windgeschützten Buchten, vorwiegend in Bereichen von 0,5 bis 1 m Tiefe. Hornblatt ist in Mitteleuropa eine Charakterart der Ordnung Potamogetonetalia und tritt besonders im Myriophyllo-Nupharetum, im Nymphoidetum und im Trapetum auf. Dabei bevorzugt es Wasserwerte mit einer Karbonathärte von 5 bis 15, mit einem pH-Wert von 6,0 bis 7,5 und eine Wassertemperatur von 18 bis 28 Grad Celsius.

## Ökologie
Die Vermehrung erfolgt in erster Linie vegetativ über abbrechende Sprossstücke, sowie durch im Winter absinkende, im Frühjahr durch Gasproduktion aufsteigende, stärkereiche Winterknospen (Turionen). Diese entstehen bei niedrigen Temperaturen durch Wachstumshemmung der Internodien. Der geschlechtlichen Vermehrung kommt nur eine untergeordnete Rolle zu. Das Raue Hornblatt ist ein Unterwasserblüher. Die pollenreichen, einhäusigen Blüten pressen mit Hilfe eines Druckmechanismus des Perigons die 10–12 Staubblätter heraus. Während die oben lufthaltigen Staubbeutel schweben, fallen die mit einem ballonartigen Anhang versehenen Pollenkörner, die ein spezifisches Gewicht von 1,0 haben, heraus und gelangen durch die Wasserbewegung an die langen Narben der weiblichen Blüten. Es liegt der Fall von Wasserbestäubung vor. Blütezeit ist von Juni bis September.
Die Früchte werden ebenso mit Wasserströmungen ausgebreitet. Die kleinen einsamigen Nüsse sind aber auch typische Klettfrüchte, wobei ihr Griffelrest und zwei basale Stacheln als Klettorgan dienen. Deshalb spielt daneben auch die Ausbreitung durch Wasservögel eine Rolle, welche die Früchte im Gefieder in andere Gewässer tragen. Eine Neubesiedlung eines Gewässers kann oft nur auf diese Weise erfolgen.
Hornblatt gilt als Starkzehrer für Nitrat und Phosphat.
Bei Nährstoffüberangebot bildet Ceratophyllum schnell dichte Bestände. Sie haben einen mittleren Lichtbedarf, so können sie unter bestimmten Bedingungen auch unter Schwimmpflanzen wie Froschbiss, See- und Teichrosen gedeihen.

## Systematik
Man kann drei Varietäten und eine Form unterscheiden:
- Ceratophyllum demersum var. apiculatum (Cham.) Asch.
- Ceratophyllum demersum var. inerme J.Gay ex Radcl.-Sm.
- Ceratophyllum demersum f. missionis (Wall. ex Wight & Arn.) Wilmot-Dear

## Nutzung
Hornblatt ist eine beliebte Wasserpflanze für Gartenteiche und findet auch in der Aquaristik eine breite Verwendung. Sie gilt als relativ anspruchslos, schnellwachsend und hemmt durch Nährstoffkonkurrenz und Allelopathie nachhaltig das Algenwachstum. Dadurch wird sie gerne als Erstbepflanzung in der Einfahrphase von Kalt- wie auch Warmwasserbecken mit einem Spektrum der Wassertemperatur von 15 °C bis 30 °C benutzt. Ein weiterer positiver Aspekt ist die Sauerstoffanreicherung durch einen dichten Bestand mit Ceratophyllum demersum. Hornblatt gilt als Starkzehrer für Nitrat und Phosphat.
Bei Nährstoffüberangebot bildet Ceratophyllum schnell dichte Bestände. Außerdem finden Jungfische und Zwerggarnelen zwischen den Blättern Unterschlupf. Sie haben einen mittleren Lichtbedarf, so können sie unter bestimmten Bedingungen auch unter Schwimmpflanzen wie Froschbiss, See- und Teichrosen gedeihen. In der kalten Jahreszeit kann die absterbende Biomasse des Hornblattes zu Problemen mit Faulgasen führen. Hornblatt und Wasserpest konkurrieren miteinander, so verhindert Hornblatt die ungebremste Ausbreitung der Wasserpest.